# Orobulu
Orobulu is een bestuurslaag in het regentschap Pasuruan van de provincie Oost-Java, Indonesië. Orobulu telt 3297 inwoners (volkstelling 2010).